# 重叠延伸聚合酶链式反应
重叠延伸聚合酶链式反应（英文：overlap extension polymerase chain reaction或OE-PCR），是PCR的一种，也称重合拼接PCR。它改变小DNA片段部分序列的来拼接成大的多聚核苷酸。本页面默认读者熟知聚合酶链式反应（PCR）。

## DNA分子拼接

重叠拼接聚合酶链式反应（OE-PCR）可以用于拼接两个DNA分子（分别为红色和蓝色）。箭头代表3' 端

在大部分PCR反应中，每个DNA序列扩增需要一对引物。而拼接2个DNA序列，可以使用末端可以连接的特殊引物。设计引物使一个DNA分子的5' 端重复序列与另一个DNA分子的3' 端有同源互补序列。在接下来的退火延伸的过程中，一旦两个DNA单链末端随机互补桥接，DNA聚合酶会沿着暂时桥接上的长DNA单链补全碱基，从而形成完整的拼接后DNA双链。一旦一个拼接好的DNA分子形成后，只有拼接DNA末端引物能够继续进行PCR反应，而单独扩增出的DNA小片段会作为引物扩增出拼接DNA。这样，两段DNA序列就会拼接到一起并扩增。这个DNA拼接方法的好处是不需要限制酶位点即可连接DNA分子。
如果使用过量引物可能提高DNA扩增产量。
这种DNA的拼接方法的应用之一是在载体中插入DNA片段。具体方法为，首先，使用合适的正反向引物对DNA插入片段进行PCR克隆得到最终的PCR产物，产物两端的序列与载体重叠。然后将载体和片段混合。变性退火之后，插入片段与载体杂交并在Phusion DNA聚合酶的驱动下延伸——这种聚合酶一个重要的特点是在使用载体作为模板时没有链置换活性。几轮PCR循环后，得到的产物是带有两个缺口的融合质粒（每条链一个）。然后使用这种新质粒转化大肠杆菌感受态细胞，转化后大肠杆菌细胞中的DNA修复酶可以封住缺口。

## 引入序列变异

OE-PCR可以被用于删除DNA片段

如果设计特殊引物，重叠延伸PCR也能够用来在DNA序列中引入变异。引物可以有一个单点突变或在5' 端加入一段新的序列。如果需要删除片段，从删除位点两段设计两对引物，靠近删除片段两个引物的为5' 端，加入删除目标片段后的序列并保持互补性，3' 端不变，进行OE-PCR，即可扩增出目的DNA。扩增后，根据情况可是使用凝胶电泳分离变异片段，并回收进行下一步实验。
合成长度大于110的寡核苷酸链是非常困难的，所以重叠延伸PCR提供了很好的解决方法。按照上述DNA分子拼接的方法，最终产物只有无互补序列的DNA双链，从而达到合成长核苷酸链的目的。